# コンカン
コンカン（マラーティー語:कोकण、カンナダ語:ಕೊಂಕಣ）は、インド南西部沿岸部にある地域である。北はダマンガンガ川を境としてダマン地区と接しており、南はアンジェディヴァ島を境としてカルワールと接し、西はアラビア海、東はデカン高原に面している。海岸の東に広がる後背地には、数多くの河川渓谷、川沿いの島々、西ガーツ山脈として知られる丘陵地帯がある；これらの地帯はデカンのテーブルマウンテンまで続いている。この地域は少なくとも3世紀、ストラボンの時代から著名であった。10世紀からはアラブの商人たちによる商港として栄えていた。コンカンで最も知られた島々は、ゴア州の州都パナジがあるティスワディと、マハーラーシュトラ州の首都でコンカン管区の本部があるムンバイなどがあるボンベイの7つの島である。

## 定義
歴史的に、コンカンの範囲は幾度となく変化しており、北部をダマンガンガ川から南部をガンガヴァッリ川（カルナータカ州）に挟まれた地域を指す「アパランタ」や「ゴマンチャル」という別名もあった。
古代においてサプタ・コンカナ（後述）は、グジャラート州からケララ州まで、マハーラーシュトラ州沿岸部とカルナータカ州沿岸部の全地域を含む、地理的に非常に大きな地域を指していた。このように、この地域範囲は、現在のコンカンとマラバール海岸の範囲と重なっていた。

## 語源
『スカンダ・プラーナ』のサヒャドリカンダによると、パラシュラーマは斧を海に投げ入れ、海神に斧が着地した地点まで後退するよう命じた。こうして海が引いていき、海神が後退したところまでに生まれた新しい土地は、サンスクリット語のkoṇa（कोण、角）＋kaṇa（कण、断片）に由来する「大地の断片」、「大地の角」、「角の断片」を意味するサプタ・コンカナとして知られるようになった。中国の著名な僧である玄奘は、その著書の中でこの地方をコンカナ・デシャと呼び、ヴァラーハミヒラの『ブリハット・サンヒター』ではコンカンをインドの一地方と記し、15世紀の作家ラトナコシュはコンカンデシャという単語でコンカン地方を指している。

## 地理
現代においてコンカンはマハーラーシュトラ州、ゴア州、カルナータカ州の西部海岸一帯に広がっている。東は西ガーツ山脈（サヒャドリとも呼ばれる）、西はアラビア海、北はダマンガンガ川、南はアガナシニ川に囲まれている。ガンガヴァッリ川は、現在のカルナータカ州ウッタラ・カンナダ県を流れている。そして、ガンガヴァッリ川の北岸はコンカンの最南端にあたる。カルワール、アンコラ、クムタ、ホナヴァル、バトカルなどもコンカンに含まれる。コンカン海岸最大の都市はマハーラーシュトラ州の州都ムンバイである。コンカン海岸の地区は以下の地区から成っている：
- ダマン地区（英語版）
- パルガル地区（英語版）
- ターネ地区（英語版）
- ムンバイ郊外地区（英語版）
- ムンバイ市地区（英語版）
- ライガッド地区（英語版）
- ラトナギリ地区（英語版）
- シンドゥードゥルグ地区（英語版）
- 北カナラ地区

## 民族
コンカン地方の主な言語集団はコンカニ人である。この地域に見られる特有のカーストやコミュニティは、アーグリ、コリ人、バンダリ、クンビ、マラータ、ガビット、マンゲラ、カラディ、プダギ、ヴァイティ、カルヴィ、テリ、クンバル、ナイ、ドビ、カサール、スーター、ロハール、チャマー、マハール、ダンガール、ガウド・サラスワット・バラモン（ラジャプール・サラスワートとチトラプール・サラスワートも含む）、クダルデシュカル・ガウド・バラモン、パタレ・プラブ、ゴマンタク・マラタ・サマジ、チトパヴァン、カルハデ・バラモン、カヤスタ・プラブ、パンチカルシ、ヴァニ、コマ―パント、チャウカルシ、ダイヴァドニャ、ガルヴィ、ゴルピ、ナス・ジョギ、グラヴ、パギ、カラン、ガディ、パドティ、ヴァンジャリ、シムピなどがある。その他、ビラーヴァ、ブント、ナドル、モガヴェーラ、リンガハヤットはカルナータカ州のコンカンに近い地域で見られるコミュニティである。
部族社会には、カトカリ人、タカール人、コンカニ人、ワルリ人、マハデブ・コリ人などがあり、主にコンカンの北部と中部に見られる。ハルパティ人とドディア人は、グジャラート州南部、マハーラーシュトラ州のダードラーおよびナガル・ハヴェーリー県とパルガル地区に住んでいる。パルガル地区はコンカンで最も部族人口の割合が多い。ヴァナルマーレと呼ばれる小さな遊牧民族はコンカンの南部に見られ、元々は猿狩りを行っていた。ゴアにはガウル人とヴェリップ族がいる。
ベネ・イスラエルと呼ばれるユダヤ人社会は、主にライガッド地区に見られる。キリスト教徒には、北コンカンとムンバイのボンベイ東インド人、ゴアのゴア人カトリック教徒、ウッタラ・カンナダ県のカルワリ人カトリック教徒、ウドゥピとダクシナ・カンナダのマンガロール人カトリック教徒などがいる。
コンカニ人イスラム教徒やナワヤトといった主要なイスラム教徒のコミュニティは、コンカン地域全体に点在している。それらは、ハドラマウト（イエメンまたは南アラビア）やアラビア、中東の他の地域からやってきた人々の子孫であると伝えられている。また、シッディのルーツはアフリカである。